# Jón Stefánsson
Jón Arnór Stefánsson (Skövde, 21 settembre 1982) è un ex cestista islandese.

## Carriera

### Club
Alto 195 cm per 92 kg, è cresciuto nella squadra del KR Reykjavík, con la quale, nella stagione 2001-02, è stato nominato miglior giovane e miglior giocatore del campionato.
Nella stagione 2002-03, il suo passaggio alla squadra tedesca del TBB Trier; nel settembre del 2003 viene messo sotto contratto dai Dallas Mavericks nella NBA. Nella stagione 2004-05 passa alla Dinamo San Pietroburgo con la quale vince, nell'aprile 2005, la FIBA Europe League.
Stefánsson ha chiuso l'ultimo campionato russo con una media di 10,3 punti a partita, il 38,8% da due, il 37,1% da tre e l'84% nei tiri liberi; mentre in FIBA Europe League ha realizzato 12,3 punti di media a gara, tirando con il 50% da due, il 34,7% da tre ed il 78% nei tiri liberi.
Nella stagione 2005-06 è passato alla Carpisa Napoli, con cui ha vinto la Coppa Italia. Egli si fa subito amare dai suoi tifosi giocando con medie di 8,2 punti, 2 rimbalzi e 1 assist, giocando 25,5 minuti a partita.
Nell'estate 2006 va al Pamesa Valencia, squadra spagnola che milita nella Liga ACB, sottoscrivendo un contratto biennale con l'opzione del terzo anno.
Dal febbraio 2007 passa però alla Lottomatica Roma, che lo ha acquistato fino al 2008. Si distingue subito per due tiri decisivi, uno che salva un tempo supplementare contro il Basket Livorno e uno che dà la vittoria contro la Montepaschi Siena, sempre all'overtime. A Roma le sue medie calano rispetto a quelle dell'anno prima, avendo 5,9 punti, 1,5 rimbalzi e 1,1 assist, giocando 17,5 minuti a partita.
Nella stagione 2008-09 torna in Islanda per giocare nel KR Reykjavík e ritrovare la forma fisica. Con il club islandese vince il campionato e il titolo di giocatore dell'anno e di guardia dell'anno.
Il 25 aprile 2009 torna in Italia con la Benetton Treviso per giocare le ultime due partite di regular season e i play-off. Successivamente ha continuato la sua carriera in Spagna.
Il 12 settembre raggiunge un accordo con il Valencia per i prossimi tre mesi.

### Nazionale
Con la nazionale islandese, ha vinto la medaglia d'oro ai Giochi dei Piccoli Stati d'Europa a Malta 2005 e a Monaco 2007.

## Palmarès
- FIBA Europe League: 1

Dinamo San Pietroburgo: 2004-05
- Coppa Italia: 1

Basket Napoli: 2006
- Campionato islandese: 5

KR Reykjavík: 2000, 2009, 2016-17, 2017-18, 2018-19
- Coppa d'Islanda: 1

KR Reykjavík: 2017